# Igor Kabierow
Igor Aleksandrowicz Kabierow (ros. Игорь Александрович Каберов, ur. 12 kwietnia?/25 kwietnia 1917 we wsi Nikulinskoje obecnie w rejonie wołogodzkim w obwodzie wołogodzkim, zm. 2 października 1995 w Nowogrodzie Wielkim) – radziecki lotnik wojskowy, pułkownik, Bohater Związku Radzieckiego (1943).

## Życiorys
Urodził się w rodzinie chłopskiej. Skończył 7 klas, pracował jako ślusarz w Wołogdzie, w 1938 ukończył szkołę lotniczą Osoawiachimu w Koktebel. Był lotnikiem-instruktorem w aeroklubie w Nowogrodzie, od 1939 służył w lotnictwie Floty Wojskowo-Morskiej ZSRR, w 1940 ukończył wojskowo-morską szkołę lotniczą w Jejsku. W 1941 został członkiem WKP(b). Od czerwca 1941 uczestniczył w wojnie z Niemcami, 4 sierpnia 1941 odniósł swoje pierwsze zwycięstwo. Był lotnikiem i zastępcą dowódcy eskadry 3 gwardyjskiego pułku lotnictwa myśliwskiego 61 Dywizji Lotnictwa Myśliwskiego Sił Powietrznych Floty Bałtyckiej w stopniu kapitana gwardii. 24 lipca 1943 za wykonanie 397 lotów bojowych, stoczenie 92 walk powietrznych i strącenie osobiście 8 i w grupie 18 samolotów wroga otrzymał tytuł Bohatera Związku Radzieckiego. Łącznie podczas wojny strącił osobiście 10 i w grupie 18 samolotów wroga. W 1952 ukończył Akademię Wojskowo-Lotniczą, w 1960 w stopniu pułkownika zakończył służbę wojskową. Pracował w fabryce oraz jako naczelnik portu lotniczego w Nowogrodzie oraz nowogrodzkiego obwodowego lotniczego klubu sportowego. Był również deputowanym do rady miejskiej Nowogrodu. 25 listopada 1989 otrzymał honorowe obywatelstwo tego miasta. Jego imieniem nazwano ulicę w Nowogrodzie Wielkim.

## Odznaczenia
- Złota Gwiazda Bohatera Związku Radzieckiego (24 lipca 1943)
- Order Lenina (dwukrotnie)
- Order Czerwonego Sztandaru (dwukrotnie)
- Order Wojny Ojczyźnianej I klasy (dwukrotnie)
- Order Czerwonej Gwiazdy

I medale.